# Maestoso
Maestoso is een Italiaanse muziekterm die aangeeft dat een stuk of passage uitgevoerd dient te worden op een statige manier. De term wordt naar het Nederlands vertaald als verheven. Als deze aanwijzing wordt gegeven, is het de bedoeling dat in de voordracht een bepaalde statigheid tot uitdrukking komt. Deze aanwijzing heeft dus vooral betrekking op de voordracht van een stuk en niet zozeer op het tempo. 